# Torbanito
O torbanito, também conhecido como carvão de algas, é uma variedade de xisto betuminoso preto de grão fino. Usualmente ocorre como massas lenticulares, às vezes associada com depósitos de carvão do período permiano.  A torbanite é classificada como um tipo de xisto betuminoso de planície lacustre.
O torbanito tem seu nome por conta de Torbane Hill, perto de Bathgate, na Escócia, seu principal local de ocorrência.  Outros grandes depósitos também são encontrados na Pensilvânia e em Ilinóis, nos Estados Unidos, na província sul-africana de Transvaal e também em Nova Escócia, no Canadá. O maior depósito australiano é encontrado na Bacia de Sidney, no estado de New South Wales (mais especificamente na vila Glen Davis).
A máteria orgânica no torbanito é derivada de uma microscópica planta rica em lipídios, que continua parecida com a aparência da alga verde Botryococcus braunii.  Essa evidência, mais os hidrocarbonetos extracelulares produzidos pela alga, têm levado os cientistas a enxergar a alga como uma fonte de torbanito permiano e um possível produtor de biocombustíveis.  O torbanite consiste de pequenas quantidades de vitrinite e inertinite; contudo, sua ocorrência pode variar dependendo do depósito.
Geralmente o torbanito é formado por 88% de carbono e 11% de hidrogênio.  A parafina líquida pode ser destilada de alguns tipos de torbanito, um processo descoberto e patenteado por James Young, em 1851.